# Euplectromorpha contingens
Euplectromorpha contingens är en stekelart som först beskrevs av Lin 1963.  Euplectromorpha contingens ingår i släktet Euplectromorpha och familjen finglanssteklar. Inga underarter finns listade i Catalogue of Life.